# 浅井洌
浅井 洌（あさい れつ / きよし、嘉永2年10月10日（1849年11月24日） - 昭和13年（1938年）2月27日）は幕末期日本の武士（松本藩士）、明治から昭和初期にかけての教育者。若い時代には自由民権運動家としての活動があった。また、現在でも長野県で広く歌われている県歌「信濃の国」の作詞者として知られる。

## 概要
旧制中学教員などをへて、1886年（明治19年）長野師範学校教諭となる。1899年（明治32年）『信濃教育会雑誌』に「信濃の国」を発表、北村季晴の作曲により県下で広く歌われるようになる。1918年（大正7年）に70歳で退職するまで長野師範教諭を務め、さらに嘱託として1926年（大正15年）6月まで40年間にわたって師範教育に尽くした。国文と書道を教え、文武の素養に富むその人格が師範の学生に強い影響を与えた。舎監として生徒と生活をともにし、「おやじ」「ペスタロッチ（著名なスイスの教育実践者）」と呼ばれた。

## 生涯
1849年（嘉永2年）10月10日に松本藩士大岩昌言（まさのり）の三男として生まれる。幼名を、大三郎、大義といった。1861年（文久元年）に松本藩士浅井持満の養嗣子となって「継之助勝哉」と改名し、のちに「新吉」を経て「洌」と改めた。この時代の武家の子弟の習いとして、幼いころから四書の素読を習い、藩校崇教館で漢学を学び、武術・泳法の免許を得た。1865年には松本藩の長州征討に参加した。
1869年（ 明治2年）崇教館の句読掛となり、翌年には藩命で上京し、林靏梁に師事した。1872年（明治5年）に設置された筑摩県学で教師を務め、翌1873年5月に、「学制」による第一番小学開智学校が開校すると、その訓導に任じられた。同年秋、師範講習所に入学して近代教育の知識を得て、1874年から1881年まで松本の盛業学校（のちに出柳学校）の教師を務める。さらに、1881年4月から1886年（明治19年）8月まで、松本中学校教員として、国語・漢文・歴史を教えた。自宅でも自習学舎という私塾を聞き、木下尚江（社会運動家・小説家）、百瀬興政（医師・松本市長）らが学んだ。
この時代には、浅井洌は民権教師の一人でもあった。1880年（明治13年）2月に発足した自由民権運動の結社奨匡社（しょうきょうしゃ）の創立にあたっては、上条螘司・三上忠貞・武居用拙・太田幹ら他の教員とともに20人の創立委員の1人として名を連ねている」。しかし当時、明治政府は民権運動の弾圧に乗り出し、1880年4月5日に集会条例を定めて、政治集会に教員や生徒が参加することを禁止し、長野県は政府の作った「小学校教員心得」を1881年7月に全教員に配布して政治活動を禁止するなど、様々な弾圧を加えた。この弾圧を受けて、浅井は教育に専念するようになる。1883年（明治16年）に文部省が教育沿革資料取り調べを県庁に照会した際、取調委員として崇教館や旧領内の寺子屋について子細に報告した。
1886年（明治19年）に、長野県尋常師範学校勤務を命じられ長野に移り、漢学・国文・歴史を担当する。松本中学での同僚だった志賀重昂の影響を受けて地理学にも関心を深め、修学旅行で生徒を引率するなど、各地域の見聞も多かった。また、歌道に励み、七五調の長歌をつくるようになった。教員学力試験の検定試験委員にもなり、また『信濃名勝詞林』の編集に参画して、地理・歴史の知識はさらに深まる。

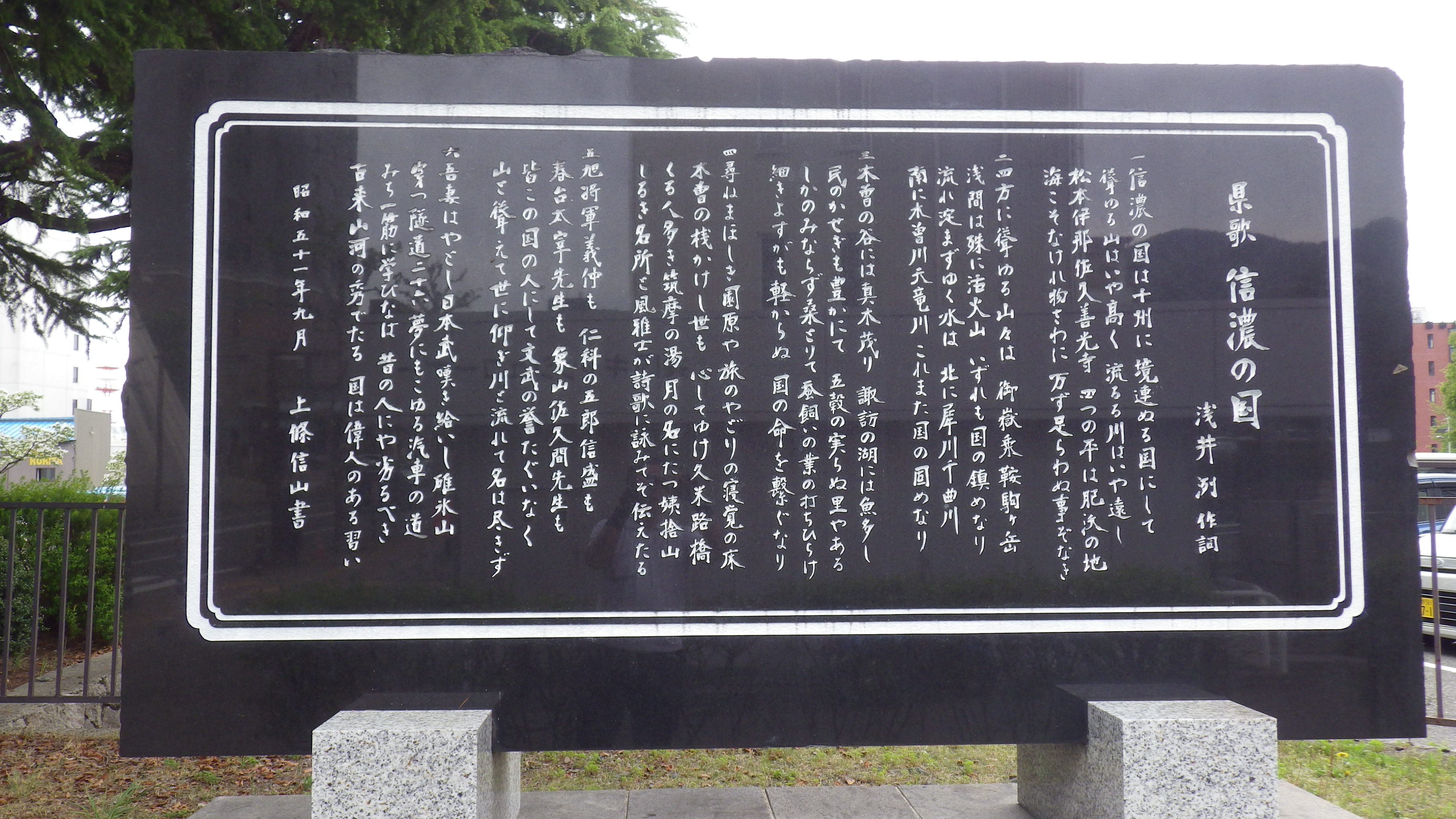
長野県庁舎前に建つ『信濃の国』の歌碑

1898年（明治31年）、校長だった正木直太郎が会長を務めていた信濃教育会は小学校唱歌見直しの委員会を作り、「小学校唱歌は有益だが、現行の唱歌の中には日清戦争遂行のために敵愾心をあおるものがあって、今日ではふさわしくなく、また県風に合ったものが望ましい」とした。そこで、翌1899年6月に、信濃教育会は『信濃教育会雑誌』152号で、新しい唱歌21曲を発表した。この中に、浅井が作詞し、同じ長野県師範学校の音楽教師依田弁之助が作曲した「信濃の国」があった。しかしあまり歌われず、浅井も依田による作曲のあることを知らなかった。そこに依田の後任として、北村季晴が1899年11月に青森県師範学校から転任して来た。浅井が北村に「作曲を請いてそれを（女子部生徒の遊戯用として）運動会の日に発表」してから、大いに師範学校学生の受け入れるところとなり、師範学校の卒業生たちが県下各地の教壇に立って「信濃の国」を教授したことから、全県に普及した。その後は、県内各小学校の行事等で歌うことが慣習とされるようになった。
1918年に70歳で退職するまで教諭を務め、さらに嘱託として1926年6月まで教壇に立ち、40年間にわたってで長野師範学校の教育に尽くした。1926年7月に松本に帰ると、彼のもとを訪ねる卒業生は後を絶たなかったという。1938年（昭和13年）2月27日永眠、享年90（満88歳没）。